# Paul Diop
Paul Diop (* 16. Oktober 1958) ist ein ehemaliger malischer Judoka.

## Sport
Diop trat bei den Olympischen Sommerspielen 1980 in Moskau und 1984 in Los Angeles an. Im Leichtgewicht kam er 1980  auf Rang 19; im Wettkampf Halbmittelgewicht erreichte er 1984 Rang 20. Beide Male verlor er seinen ersten Kampf.